# Tyson (film 2008)
Tyson è un film documentario del 2008 sulla vita dell'ex campione mondiale di pugilato dei pesi massimi Mike Tyson, diretto da James Toback e prodotto da Nicholas Jarecki, Bob Yari e Carmelo Anthony.
Il film è stato proiettato per la prima volta all'edizione 2008 del festival di Cannes, dove ha ricevuto una standing ovation di 10 minuti, vincendo il Regard Knockout Award all'evento cinematografico Un Certain Regard.
È uscito nelle sale cinematografiche il 24 aprile 2009, distribuito da Sony Pictures Classics.